# فرودگاه صحرایی چپمن ممریال
فرودگاه صحرایی چپمن ممریال (به انگلیسی: Chapman Memorial Field) یک فرودگاه همگانی بهره‌برداری هوایی است که یک باند فرود چمن دارد و طول باند آن ۹۷۵ متر است. این فرودگاه در کشور ایالات متحده آمریکا قرار دارد و در ارتفاع ۳۶۰ متری از سطح دریا واقع شده‌است.